# Диденко, Николай Васильевич
Николай Васильевич Диденко (14 июня 1959, Дзержинский, Луганская область, Украинская ССР) — российский государственный деятель. Глава администрации ЗАТО Северск (с 2015). Депутат Думы Томской области (2001—2002). Заслуженный работник местного самоуправления Российской Федерации (2024).

## Биография
Родился 14 июня 1959 года в посёлке Дзержинский, Луганской области. Трудовую деятельность начал в 1977 году, работая каменщиком на стройке. В 1982 году переехал в Томск.
В 1991 году окончил Томский инженерно-строительный институт по специальности «Промышленное и гражданское строительство» с присуждением квалификации «Инженер-строитель». В 1997 году окончил Российскую академию государственной службы при Президенте РФ по специальности «Государственное и муниципальное управление» с присуждением квалификации «Менеджер-экономист».
Работал на различных должностях в предприятиях «Сибсантехмонтаж», «Томскводоканал», «Томскстрой». С 1993 по 1996 год являлся директором государственного муниципального предприятия «Жилремэксплуатация».
В октябре 1996 года был назначен главой администрации Ленинского района города Томска. С 1998 года был главой объединённой администрации Ленинского и Октябрьского округов. В 1997 году был также избран депутатом Думы города Томска.
В июне 2000 года стал первым заместителем мэра Томска. В 2001 году избран депутатом Государственной думы Томской области, однако в сентябре 2002 года досрочно сложил с себя полномочия и вновь стал первым заместителем мэра Томска.
С июля 2004 года работал в Новосибирске. Чтобы возглавить одно из ключевых подразделений администрации города, Диденко пришлось выиграть конкурс, сразу после подведения итогов которого он подал в отставку с поста первого вице-мэра Томска и переехал в Новосибирск. Являлся начальником департамента земельных и имущественных отношений (с 2004 года), заместителем мэра Новосибирска по вопросам информационной политики мэрии, организационно-кадровой работы, а также взаимодействия с городским и областным советами депутатов, с общественными организациями города (с 2007 года). C апреля 2009 года заместитель мэра — начальник департамента транспорта и дорожно-благоустроительного комплекса мэрии Новосибирска.
С марта 2012 года занимал должность первого заместителя главы Администрации ЗАТО Северск. В феврале 2013 года стал исполняющим обязанности главы администрации, после того как предыдущий глава Игорь Волков сложил с себя полномочия из-за разногласий с председателем думы Северска. В апреле 2015 года Диденко был официально избран на должность главы администрации ЗАТО Северск. Переизбран в 2017 и в 2020 годах.
Один из его сыновей, Алексей Диденко (р. 1983) — депутат Государственной думы VI, VII и VIII созывов от партии ЛДПР (с 2011 года).

## Награды
- «Почётный работник общего образования РФ» (2001 г.)
- «Лучший менеджер Сибирского федерального округа» (2003 г.)
- Памятный знак «За труд на благо города» ( в честь 115-летия со дня основания г. Новосибирска)
- Наградной знак «За заслуги в проведении Всероссийской с/х переписи 2006 г»
- Заслуженный работник местного самоуправления Российской Федерации (2024)[9]